# NGC 7387
NGC 7387 ist eine linsenförmige Galaxie vom Hubble-Typ S0 im Sternbild Pegasus am Nordsternhimmel. Sie ist schätzungsweise 326 Millionen Lichtjahre von der Milchstraße entfernt und hat einen Durchmesser von etwa 65.000 Lj. Mit NGC 7386 bildet sie ein gravitativ gebundenes Galaxienpaar.
Im selben Himmelsareal befinden sich u. a. die Galaxien NGC 7383, NGC 7385, NGC 7389, NGC 7390.
Das Objekt wurde am 9. September 1856 vom irischen Astronomen R. J. Mitchell, einem Assistenten von William Parsons, entdeckt.